# Panther Lake
Panther Lake är en sjö i Kanada.   Den ligger i provinsen British Columbia, i den sydvästra delen av landet, 3 700 km väster om huvudstaden Ottawa. Panther Lake ligger 1 092 meter över havet.
I omgivningarna runt Panther Lake växer i huvudsak barrskog. Runt Panther Lake är det glesbefolkat, med 14 invånare per kvadratkilometer.